# Trockenrasen-Steinspanner
Der Trockenrasen-Steinspanner (Charissa obscurata) ist ein Schmetterling (Nachtfalter) aus der Familie der Spanner (Geometridae).

## Merkmale

### Falter
Die Falter erreichen eine Flügelspannweite von 25 bis 33 Millimetern. Von weißgrau bis zu schwarzbraun gefärbten Exemplaren kommt die gesamte dazwischen liegende farbliche Bandbreite vor. Arttypisch sind die kreisrunden Mittelpunkte auf allen vier Flügeln. Auf den Vorderflügeln befinden sich stark gezähnte Querlinien, deren äußere sich auf den Hinterflügeln fortsetzt. Der Saum der großen Hinterflügel ist sehr stark gewellt und eingebuchtet, wodurch sich die Falter von anderen Charissa-Arten unterscheiden.

## Ei
Das Ei hat eine glänzende rote Farbe. Es ist etwa doppelt so lang wie breit und mit kräftigen Längs- sowie schwächeren Querrippen überzogen.

### Raupe
Erwachsene Raupen sind relativ dick und kurz und haben eine graue Färbung mit bräunlicher Marmorierung. Auf dem Rücken zeigen sie gelbweiße Flecke und dunkle Schrägstriche. Charakteristisch sind zwei kleine Warzen auf dem elften Segment, die eine weiße Spitze haben.

### Puppe
Die Puppe hat eine rotbraune Farbe und ist mit zwei kurze Dornen am kegelförmigen Kremaster versehen.

## Geographische Verbreitung und Lebensraum
Der Trockenrasen-Steinspanner kommt in nahezu ganz Europa vor und fehlt lediglich ganz im Norden sowie auf einigen Mittelmeerinseln. Im Osten reicht das Vorkommen durch Kleinasien und den europäischen Teil Russlands bis zum Kaukasus sowie nach Armenien und Aserbaidschan. Im Gebirge steigt er bis auf 1800 Meter. Er bewohnt bevorzugt steinige Trockenrasengebiete, Geröllfluren, Steinbrüche sowie felsige Steppenheiden und Weinbaugebiete.

## Lebensweise
Die Falter sind überwiegend nachtaktiv. Zuweilen fliegen sie auch am Tage und saugen an den Blüten verschiedener Pflanzen. Oftmals sind sie jedoch unter Steinen versteckt. Nachts besuchen sie künstliche Lichtquellen. Hauptflugzeit sind die Monate Juni bis September. Die Raupen leben ab dem Spätsommer an den Blättern verschiedener Pflanzen, beispielsweise an Glockenblumen- (Campanula), Wegerich- (Plantago), Beifuß- (Artemisia), Ampfer- (Rumex) und Kleearten (Trifolium) sowie an Weißer Fetthenne (Sedum album) oder Gelbem Sonnenröschen (Helianthemum nummularium). Sie überwintern und verpuppen sich im Juni des folgenden Jahres.

## Gefährdung
Der Trockenrasen-Steinspanner kommt in allen deutschen Bundesländern, jedoch in sehr unterschiedlicher Anzahl vor und wird auf der Roten Liste gefährdeter Arten auf der Vorwarnliste geführt.